# Buckenhofer Forst
Buckenhofer Forst är ett kommunfritt område och ort i Landkreis Erlangen-Höchstadt i Regierungsbezirk Mittelfranken i förbundslandet Bayern i Tyskland.